# Belorusskaja (Koltsevajalinjen)
Belorusskaja (ryska: Белору́сская, Vitryska stationen), är en tunnelbanestation på Koltsevajalinjen (ringlinjen) i Moskvas tunnelbana. Stationen har fått sitt namn från den närliggande Vitryska järnvägsstationen. Ingången ligger på Belorusskajatorget, en nyare ingång finns också på Butirskij Val-gatan. Belorusskaja öppnade den 30 januari 1952 och tjänstgjorde i två år som ändstation, innan hela ringlinjen var färdigställd.
Stationen har låga vita marmorpyloner och utarbetat mönstrat innertak samt en mängd utsmyckningar med vitryskt tema. I taket finns tolv åttkantiga mosaiker som visar scener ur traditionellt vitryskt liv, och golvet i centralhallen har ett detaljerat mönster som efterliknar vitryska textilmönster. En skulpturgrupp vid namn "Vitryska partisaner" av Orlov, Rabinovitj och Slonim, finns i gångvägen mellan denna station och Belorusskajastationen på Zamoskvoretskajalinjen.
År 2002 exploderade en bomb placerad under en av marmorbänkarna på Belorusskaja varvid sju personer skadades.

## Byte
På Belorusskaja kan man byta till stationen med samma namn på  Zamoskvoretskajalinjen (gröna linjen).

## Galleri

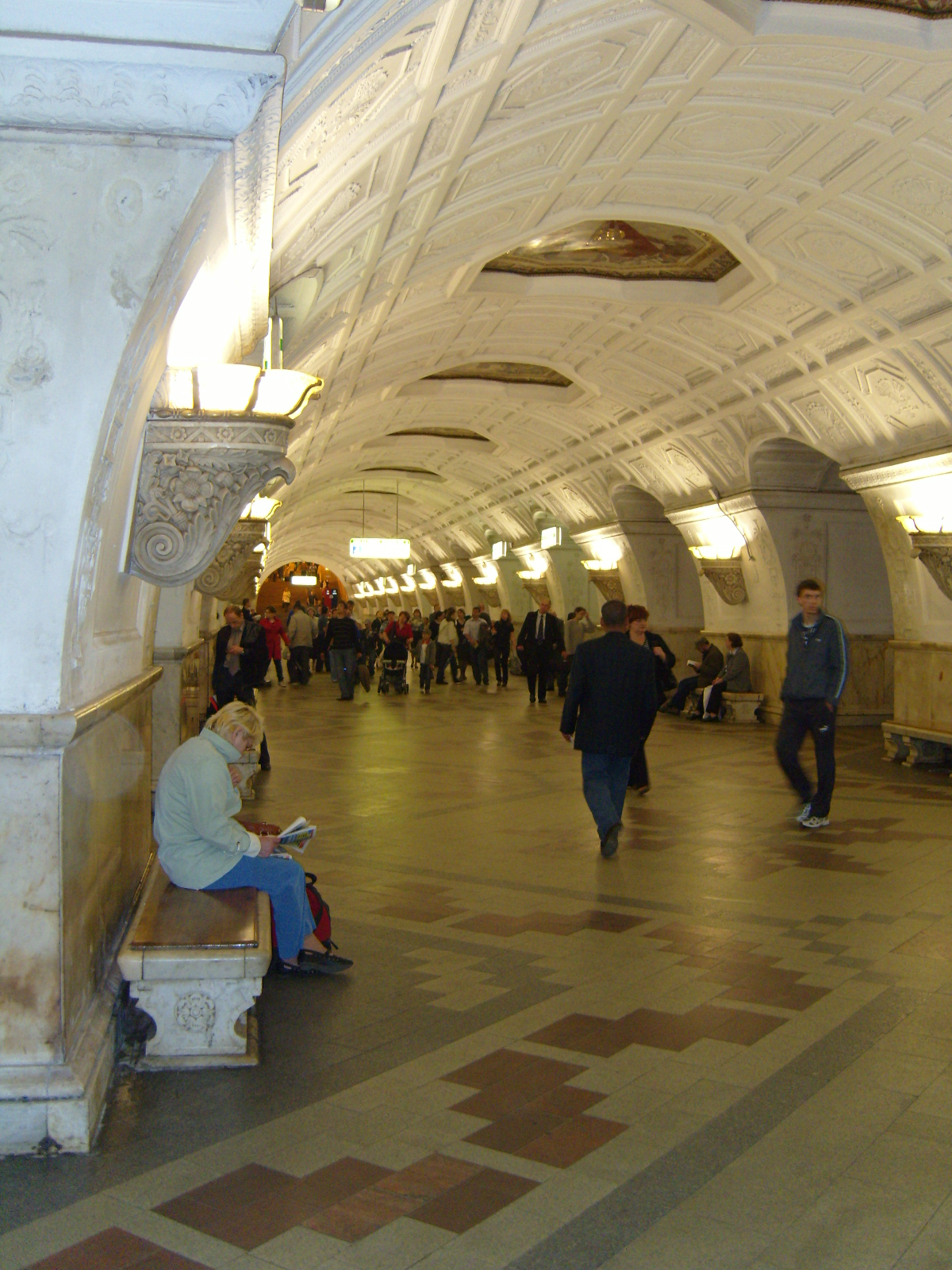
Centralhallen